# 아난 (덤프리스 갤러웨이)

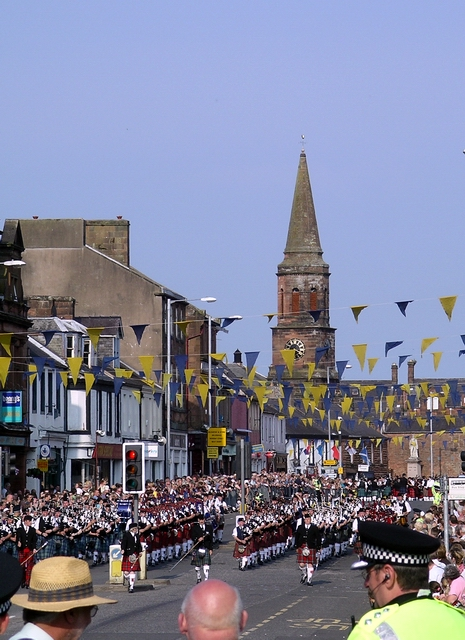
아난

아난(Annan)는 덤프리스 갤러웨이의 도시이다. 인구는 8,389명이다.